# Cooperativa italiana
Die Cooperativa italiana war ein Restaurant, das als Emigrantentreffpunkt in Zürich internationale Ausstrahlung hatte. Mit dem Aufstieg des Faschismus in Italien wurde es zu einer Aussenstation der sozialistischen und Arbeiterbewegung und einem Zentrum des antifaschistischen Widerstands.

## Gründung
1905 gründeten italienische Sozialdemokraten die «Società Cooperativa Italiana Zurigo» als sozialistische Interessengemeinschaft und als Genossenschaftsküche. Es war eine Genossenschaft, die ein Restaurant betrieb und Räume für verschiedene kulturelle Zwecke mietete, dazu gehörte zeitweise eine Schule und eine Bibliothek. Die Genossenschaft war nach den Statuten Teil des Partito Socialista Italiano.

## Politische Aktivitäten
Am Sitz der «Cooperativa italiana» befand sich jahrelang die Redaktion der sozialistischen Zeitung «L’Avvenire dei Lavoratori». Einer ihrer Mitarbeiter war der nach Zürich emigrierte Schriftsteller Ignazio Silone. Hier wurde auch Unterricht erteilt für Kinder, welche die «Freie Italienische Schule» besuchten.
Die Schriftstellerin Franca Magnani, die an der Freien Italienischen Schule zur Schule ging, schreibt: «Die ‹Copè› war während der ganzen Zeit unseres Exils das Zentrum der antifaschistischen Emigration in Zürich und der Ort, von dem aus die beiden wichtigsten Hilfsorganisationen der italienischen Linken wirkten, der ‹Fondo Matteotti›, ein nach dem ermordeten Sozialisten benanntes Hilfswerk, und die ‹Internationale Rote Hilfe›. Die ‹Copè› war zugleich Anlaufstelle für alle, die eine warme Mahlzeit brauchten, ein Nachtlager suchten, wo sie keinen Ausweis vorzeigen mussten, oder irgendwohin gebracht werden wollten.»

## Das Restaurant

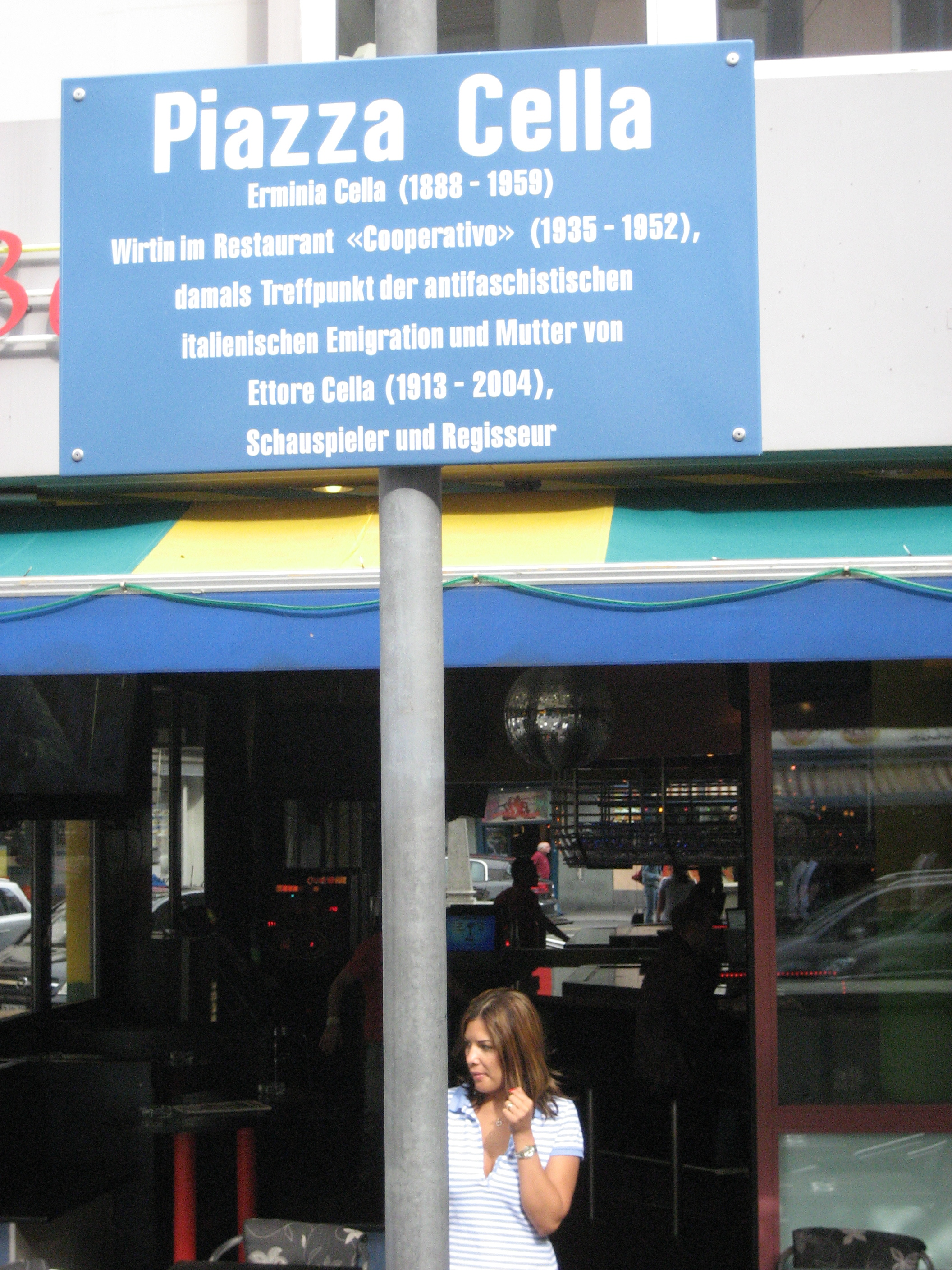
Die Tafel für Erminia Cella an der Langstrasse

Das Cooperativo, wie die Lokalität abgekürzt genannt wurde (auch Copè, Copi, Coopi), entwickelte sich zum international bedeutenden Treffpunkt. Hier speisten, politisierten und debattierten: Mussolini – in seinen frühen Zeiten Sozialist –, Lenin, Filippo Turati, Angelica Balabanoff, Giacomo Matteotti. Als in Italien der Faschismus regierte, war die Cooperativa «eine Art Zentrale des Antifaschismus».
Das Restaurant führte anfänglich Enrico Dezza, und dann wieder von 1935 bis 1952 zusammen mit  Erminia Cella. «Die Seele des Unternehmens war Erminia Cella», schreibt Franca Magnani und nennt sie «eine Vorkämpferin der Frauenbewegung, ohne dass ich jemals ein Wort von ihr gehört hätte, das sich ausdrücklich darauf bezog.» Nach der Familie Cella ist 2009 ein Platz an der Langstrasse «Piazza Cella» benannt worden, womit die italienische Immigration in Zürich-Aussersihl insgesamt geehrt werden sollte.

## Nachkriegszeit
Nach dem Weltkrieg blieb das Restaurant ein Treff für die italienische Arbeiterbewegung, doch immer mehr auch für die schweizerische gewerkschaftliche und sozialdemokratische Bewegung. Später trafen sich die Aktivisten der 68er-Bewegung am Werdplatz im Versammlungsraum über dem Restaurant zu Sitzungen und Veranstaltungen. 1970 ging die Leitung der Genossenschaft an die schweizerische Gewerkschaft Bau und Holz (GBH) über. Im Jahr 2023 gingen laut der Angabe des Vorstandspräsidenten Andrea Ermano von den 22'000 Newslettern der Cooperativa nur deren 3000 an Adressen in der Schweiz.
Das Cooperativo befand sich in Aussersihl: bis 1912 an der Zwinglistrasse, von 1912 bis 1970 an der Militärstrasse, von 1970 bis 2007 am Werdplatz, ab 2010 bis am 20. Mai 2023 an der Sankt-Jakobs-Strasse. Im 2023 lief der Pachtvertrag an der Sankt-Jakobs-Strasse aus und wurde nicht zu den Bedingungen des Vermieters erneuert. Der Vorstand befand sich auf der Suche nach einem Lokal, das gekauft werden konnte.
Das Cooperativo war das "gastronomische Zentrum der Sozialdemokratie" (NZZ) in Zürich; zum Beginn der rot-grünen Dominanz in Zürich hatte Josef Estermann seine Stadtpräsidentenwahlfeier im Cooperativo gefeiert. In den 2010er-Jahren sei jedoch das Coopi im SP-Umfeld nicht mehr so beliebt gewesen; die SP versuchte, mit einer Genossenschaft eine eigene Beiz auf die Beine zu stellen und tat dies im Cafe Boy beim Lochergut.

## Zitat
«Die Cooperativa […] war in den 20 Jahren des Exils ein konstanter Bezugspunkt für die Exilierten.»